# Vangulifer mirandus
Vangulifer mirandus James & Olson, 1991 è un uccello passeriforme estinto della famiglia Fringillidae.

## Tassonomia
Il nome scientifico della specie, mirandus, deriva dal latino e significa "straordinario", in riferimento alla forma inusuale del becco.

## Descrizione
La specie è nota solo in base al ritrovamento di subfossili parziali di ossa del corpo e specialmente del becco: quest'ultimo assumeva una forma del tutto peculiare, lunga, conica, piuttosto larga alla base, lievemente incurvata verso il basso e dalla punta arrotondata, una combinazione di caratteristiche unica fra gli uccelli. Altro fatto insolito è rappresentato dal fatto che in base all'osservazione dei subfossili si nota chiaramente che i bordi del becco e la parte inferiore della mascella erano riccamente vascolarizzati ed innervati, situazione questa attualmente osservabile solo nei kiwi.

## Biologia
Le abitudini di questi uccelli sono sconosciute: si suppone tuttavia che esse non differissero significativamente da quelle degli altri drepanidini, che sono uccelli diurni che vivono in coppie o in piccoli gruppi. Anche la dieta rimane un mistero, in quanto la conformazione del becco sembrerebbe incompatibile sia con un'alimentazione a base di semi che di nettare o larve da reperire nella corteccia: forse questi uccelli erano insettivori che catturavano le prede in volo.

## Distribuzione e habitat
La specie era endemica dell'isola hawaiiana di Maui, della quale verosimilmente popolava le zone ricoperte da foresta.

## Estinzione
V. mirandus si è estinto anteriormente all'arrivo degli europei nell'arcipelago: verosimilmente, questa specie scomparve in seguito all'alterazione dell'habitat ad opera dei coloni polinesiani, oppure forse ancora precedentemente ai cambi climatici della transizione Pleistocene-Olocene, ambedue eventi che hanno decretato la scomparsa di numerosissime specie di drepanidini dalle Hawaii.